# Tutte storie
Tutte storie (с итал. — «Все истории») — седьмой студийный альбом итальянского певца и композитора Эроса Рамаццотти, выпущен 19 апреля 1993 года лейблом Sony BMG Music Entertainment, Inc..

## Об альбоме
Диск, проданный тиражом в шесть миллионов копий по всему миру, помог исполнителю заключить договор с компанией Bertelsmann Music Group.
Сингл «Cose della vita» из этого альбома был одной из самых популярных композиций в Швейцарских чартах. Известный американский кинорежиссёр Спайк Ли снял видеоклип на данную песню. Композиция написана совместно с Пьеро Кассано (композитор) и Аделио Кольиати (автор текста).
Существует также испанская версия альбома, которая была выпущена 27 июля 1993 года.

## Список композиций
| №                   | Название                                 | Длительность |
| ------------------- | ---------------------------------------- | ------------ |
| 1.                  | «Cose della vita»                        | 4:05         |
| 2.                  | «A mezza via»                            | 5:48         |
| 3.                  | «Un'altra te»                            | 4:41         |
| 4.                  | «Memorie»                                | 5:24         |
| 5.                  | «In compagnia» (дуэт с Stefano Bozzetti) | 4:43         |
| 6.                  | «Un grosso no»                           | 5:39         |
| 7.                  | «Favola»                                 | 4:37         |
| 8.                  | «Non c'è più fantasia»                   | 3:52         |
| 9.                  | «Nostalsong»                             | 4:29         |
| 10.                 | «Niente di male»                         | 4:05         |
| 11.                 | «Esodi»                                  | 4:37         |
| 12.                 | «L'ultima rivoluzione»                   | 4:17         |
| 13.                 | «Silver e Missie»                        | 4:31         |
| Общая длительность: | Общая длительность:                      | 60:17        |

## Хронология релизов
| Дата     | Лейбл      | Формат |
| -------- | ---------- | ------ |
| 1993 год | BMG Ariola |        |
| 1993 год | BMG Ariola | CD     |
| 1993 год | DDD        | CS     |
| 1993 год | Arista     | CS     |
| 1993 год | Arista     | CD     |
| 1993 год | DDD        | CD     |